# Tomás Ximénez Embún
Tomás Ximénez de Embún y Val (Zaragoza, 1843-íd., 9 de abril de 1924) fue un archivero, militar, historiador y filólogo español.

## Biografía
Provenía de una familia aristocrática altoaragonesa de caballeros mesnaderos e infanzones, asentada en la villa homónima del partido judicial de Jaca (Huesca), pero que terminó por enraizar desde fines del siglo XVIII en La Almunia de Doña Godina, población cercana a Zaragoza. Sus orígenes se remontan a Ximén López de Embún, primera figura conocida de esta luenga dinastía de la que se tiene noticia, que por los años de 1284 servía en los ejércitos del rey Pedro III de Aragón durante la guerra de Sicilia. A Santiago Broto Aparicio debemos la documentación de los miembros de este linaje.
En Zaragoza estudió primaria y secundaria, y en su universidad también se licenció en Derecho y Filosofía y Letras. Sin embargo, prefirió estudiar para oficial en la Academia de Artillería de Segovia, donde llegó al grado de comandante. Después se vinculó a la Real Maestranza de Caballería de Zaragoza durante cincuenta años, pero ejerciendo al mismo tiempo la investigación histórica y filológica. Buscaba en particular en los archivos de todas las instituciones en las que colaboró. Con esto, en el último cuarto del siglo XIX ya era considerado un erudito de fuste entre sus paisanos aragoneses, lo que fue reconocido con el nombramiento de miembro correspondiente de la Real Academia de la Historia en Zaragoza. Colaboraba asiduamente en la Revista de Aragón y a fines de siglo decidió abandonar la vida militar por la civil ingresando la Real Academia de Bellas Artes de San Luis en Zaragoza, institución en la ejerció de bibliotecario. En 1900 fue nombrado archivero interino del Ayuntamiento de Zaragoza, pero en 1913 se convirtió en titular y, además, anexó la dirección de su biblioteca. Por otra parte, desde abril de 1915 hasta su muerte fue cronista oficial de la ciudad.

## Trayectoria investigadora
Como historiador se centró en investigar la historia de Zaragoza y del antiguo Reino de Aragón, y como filólogo estudió la diacronía o evolución de la lengua castellana, recogiendo al paso además testimonios de la vernácula lengua aragonesa y sus restos a comienzos de la Edad Moderna, cuando se retraía sufriendo diglosia ante el pujante castellano. A este respecto puede citarse el apéndice "Vocabulario de las palabras y frases anticuadas y extrañas..." incluido en su edición bilingüe latín / castellano de la Crónica de San Juan de la Peña (1876), el texto más antiguo conservado sobre historia del Aragón medieval, que Zurita atribuyó a algún anónimo fraile de ese monasterio, pero que Gerónimo de Blancas atribuyó dubitativamente (...quidam Frater Petrus Marfillus istius Libri auctor putatur...) al monje benedictino del siglo XII Pedro Marfilo. Sin embargo, con fundados argumentos y pruebas Ximénez Embún deshizo la superchería: no fue aragonés, no fue benedictino, no estaba vivo cuando concluyó su obra, no se documentó su nombre en San Juan de la Peña: era solo un dominico del convento de Santa Catalina de Barcelona que vertió al latín la historia del rey Jaume I. La traducción castellana era del siglo XVI, y de ella extrajo Ximénez Embún los aragonesismos del apéndice, que él califica como occitanismos, recogidos así en un pequeño tesauro. Colaboró asiduamente en la Biblioteca de Escritores Aragoneses, creada por iniciativa de la Diputación Provincial (de la que formaba parte su padre) y en ella publicó un Ensayo acerca de los orígenes de Aragón y Navarra (1878), y los prólogos de otras obras de aquella colección, aparte de la ya citada Crónica de San Juan de la Peña, las Rimas de Pedro Liñán de Riaza y las Poesías de Fray Jerónimo de San José.
Su obra histórica más conocida es Descripción histórica de Zaragoza y sus términos municipales (Zaragoza, Librería Gasca, 1901), todavía de imprescindible consulta y, entre otros trabajos, un artículo publicado en Revista Aragonesa (octubre 1907) y reproducido por La Cadiera (1951) sobre "Edificios destruidos durante los Sitios". Falleció en Zaragoza el 9 de abril de 1924.

## Obras

### Filología
- Vocabulario de las palabras y frases anticuadas y extrañas, contenidas en la versión aragonesa, en la Historia de la Corona de Aragón (la más antigua de que se tiene noticia) conocida generalmente con el nombre de Crónica de San Juan de la Peña, Zaragoza: Imprenta del Hospicio, 1876, págs. 247-252.
- Lengua española en el siglo de oro de su Literatura. Cambios notables que ha sufrido: diferencias principales que la distinguen de cómo ahora comúnmente se usa, Zaragoza: Librería de Cecilio Gasca, 1897.
- Canon gramatical vigente en el Siglo de Oro del idioma español, 2ª ed. corregida y aumentada, Zaragoza: Librería de Cecilio Gasca, 1899.
- Lengua española en su siglo de oro. Cambios notables que ha tenido: caracteres principales que la distinguen de cómo ahora comúnmente se usa, Zaragoza: Librería de Cecilio Gasca, 1900.

### Historia de Aragón
- Ed. bilingüe latín / castellano y estudio preliminar de Pedro Marfilo, Historia de la corona de Aragón (la más antigua de que se tiene noticia) conocida generalmente con el nombre de Crónica de San Juan de la Peña, impresa ahora por primera vez y publicada por la excelentisima Diputacion provincial de Zaragoza. Zaragoza: Imprenta del Hospicio, 1876.
- Ensayo histórico acerca de los orígenes de Aragón y Navarra, 1878.
- Descripción histórica de la antigua Zaragoza y de sus términos municipales Zaragoza: Librería de Cecilio Gasca, 1901. Hay ed. moderna: Zaragoza: Ed. y Imp. Periódico El Día de Aragón, 1986. Existe también una ed. facsímil de Librerías "París-Valencia", 1993. La ed. de 1986 se dividió en dos vols., Antigua Zaragoza I. Descripción histórica de la antigua Zaragoza y de sus términos municipales y Antigua Zaragoza II. Descripción histórica de la antigua Zaragoza y de sus términos municipales.